# Экстремальный спуск на лыжах

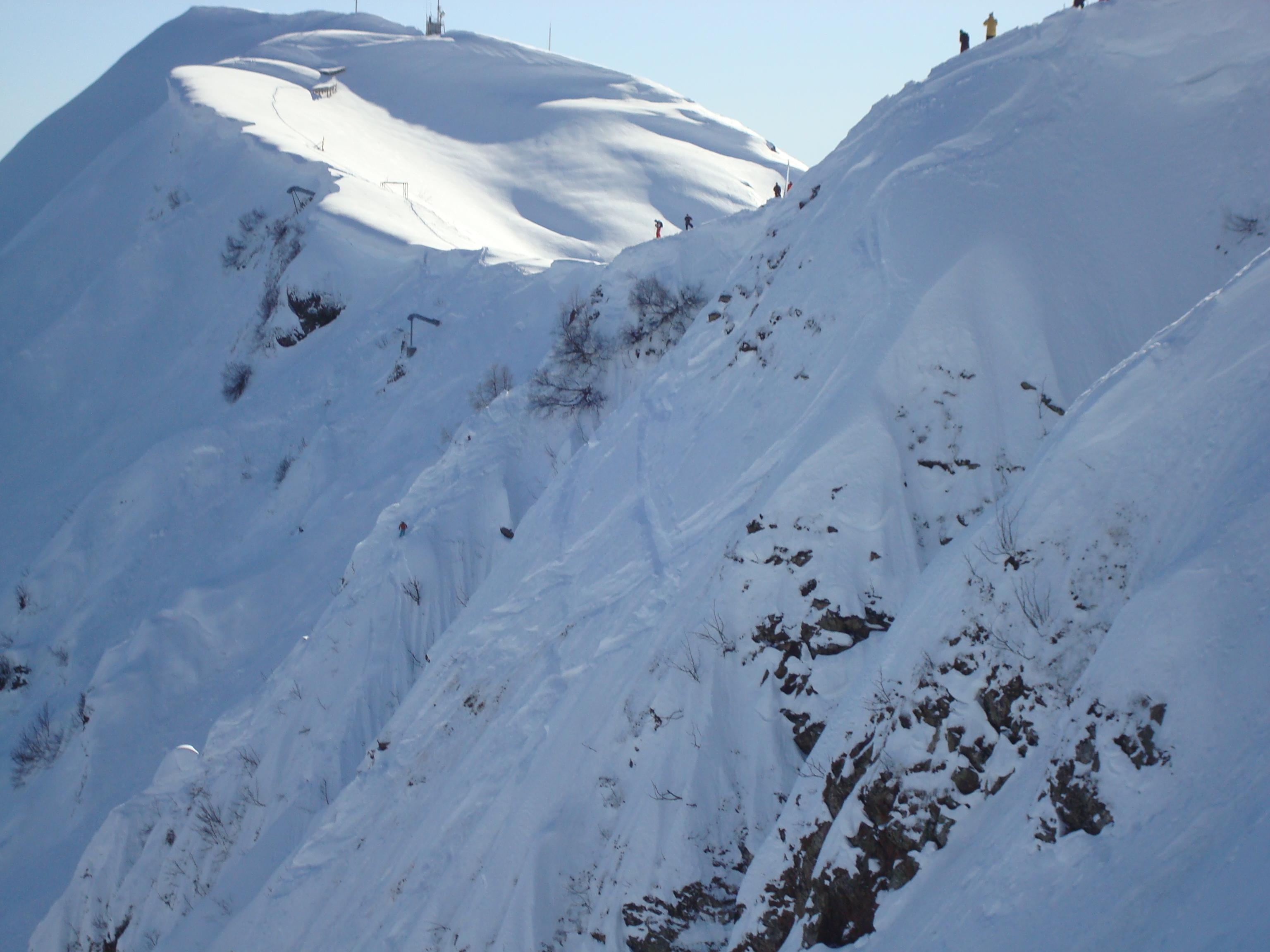
Склон горы Салымовский цирк хребта Аибга на соревнованиях по фрирайду, 2009 год. Видны следы от спусков

Экстремальный спуск на лыжах — экстремальный вид горнолыжного фрирайда. Спуски такого типа выполняются на длинных и исключительно крутых склонах (от 45 градусов:9 или уклонов от 100 %) в гористой местности.
Изначально термин был введён в 1970-х годах французскими горнолыжниками как «лыжный экстрим» (фр. Le Ski Extreme). Так, среди первых спортсменов, практикующих такие спуски, стал швейцарский лыжник Сильвен Содан. В середине 1960-х годов он изобрёл поворот «стеклоочиститель» (англ. windshield wiper), а в 1967 году совершил первые спуски с крутых склонов в швейцарских, французских и итальянских Альпах, которые ранее считались невозможными. 3 марта 1971 года Содан совершил первый такой спуск на Североамериканском континенте — на вулкане Худ. Среди первых американцев, ставших практиковать такие спуски, стал Билл Бриггс, который 15 июня 1971 года спустился с высочайшей горы горного хребта Гранд-Титон в штате Вайоминг.
Французы Патрик Валлансан (1946—1989), Жан-Марк Буавен (1951—1990) и Ансельм Бод (род. 1948), а также итальянцы Стефано Де Бенедетти (род. 1958) и Тони Валеруз (род. 1951) были среди тех, кто развил и прославил это направление фрирайда в 1970-80-х годах.
Среди североамериканских горнолыжников, популяризировавших этот вид спорта: Даг Кумбс (1957—2006), Шейн Макконки (1969—2009), Сет Моррисон (род. 1973), Глен Плейк (род. 1964) и Скот Шмидт (род. 1961).
Из-за чрезвычайно длинных и крутых склонов, опасного рельефа, непредсказуемых порывов ветра и сходов лавин подобные спуски исключительно опасны и могут привести к серьёзным травмам или гибели спортсмена.